# Guelb
Le guelb (littéralement « cœur » en langue vernaculaire) est un relief de type inselberg – une petite hauteur, butte ou colline – ainsi nommé dans une bonne partie du Sahara, en particulier en Mauritanie, au Sahara occidental ou en Tunisie. 
C'est un « sommet isolé au-dessus d'une plaine ». Il peut s'agir d'un « piton rocheux souvent isolé » ou d'une « haute dune pointue dominant un erg ».
Le gleib (« petit cœur ») est un petit guelb.
Les guelbs se sont souvent avérés riches en minerais, notamment en cuivre et en fer.